# Bill Hunter Memorial Trophy
Bill Hunter Memorial Trophy je hokejová trofej udělovaná každoročně nejlepšímu obránci juniorské ligy Western Hockey League. Trofej je pojmenována po Billu Hunterovi, který pomohl ke vzniku WHL a byl první předseda představenstva WHL.

## Držitelé Bill Hunter Memorial Trophy
| Sezóna  | Jméno                        | Tým                                         |
| ------- | ---------------------------- | ------------------------------------------- |
| 2017/18 | Kale Clague                  | Brandon Wheat Kings a Moose Jaw Warriors    |
| 2016/17 | Ethan Bear                   | Seattle Thunderbirds                        |
| 2015/16 | Ivan Provorov                | Brandon Wheat Kings                         |
| 2014/15 | Shea Theodore                | Seattle Thunderbirds                        |
| 2013/14 | Derrick Pouliot              | Portland Winterhawks                        |
| 2012/13 | Brenden Kichton              | Spokane Chiefs                              |
| 2011/12 | Alex Petrovic                | Red Deer Rebels                             |
| 2010/11 | Stefan Elliott               | Saskatoon Blades                            |
| 2009/10 | Tyson Barrie                 | Kelowna Rockets                             |
| 2008/09 | Jonathon Blum                | Vancouver Giants                            |
| 2007/08 | Karl Alzner                  | Calgary Hitmen                              |
| 2006/07 | Kris Russell                 | Medicine Hat Tigers                         |
| 2005/06 | Kris Russell                 | Medicine Hat Tigers                         |
| 2004/05 | Dion Phaneuf                 | Red Deer Rebels                             |
| 2003/04 | Dion Phaneuf                 | Red Deer Rebels                             |
| 2002/03 | Jeff Woywitka                | Red Deer Rebels                             |
| 2001/02 | Dan Hamhuis                  | Prince George Cougars                       |
| 2000/01 | Christian Chartier           | Prince George Cougars                       |
| 1999/00 | Micki DuPont                 | Kamloops Blazers                            |
| 1998/99 | Brad Stuart                  | Calgary Hitmen                              |
| 1997/98 | Michal Rozsíval              | Swift Current Broncos                       |
| 1996/97 | Chris Phillips               | Lethbridge Hurricanes                       |
| 1995/96 | Nolan Baumgartner            | Kamloops Blazers                            |
| 1994/95 | Nolan Baumgartner            | Kamloops Blazers                            |
| 1993/94 | Brendan Witt                 | Seattle Thunderbirds                        |
| 1992/93 | Jason Smith                  | Regina Pats                                 |
| 1991/92 | Richard Matvichuk            | Saskatoon Blades                            |
| 1990/91 | Darryl Sydor                 | Kamloops Blazers                            |
| 1989/90 | Kevin Haller                 | Regina Pats                                 |
| 1988/89 | Dan Lambert                  | Swift Current Broncos                       |
| 1987/88 | Greg Hawgood                 | Kamloops Blazers                            |
| 1986/87 | Glen Wesley Wayne McBean     | Portland Winter Hawks Medicine Hat Tigers   |
| 1985/86 | Glen Wesley Emanuel Viveiros | Portland Winter Hawks Prince Albert Raiders |
| 1984/85 | Wendel Clark                 | Saskatoon Blades                            |
| 1983/84 | Bob Rouse                    | Lethbridge Broncos                          |
| 1982/83 | Gary Leeman                  | Regina Pats                                 |
| 1981/82 | Gary Nylund                  | Portland Winter Hawks                       |
| 1980/81 | Jim Benning                  | Portland Winter Hawks                       |
| 1979/80 | Dave Babych                  | Portland Winter Hawks                       |
| 1978/79 | Keith Brown                  | Portland Winter Hawks                       |
| 1977/78 | Brad McCrimmon               | Brandon Wheat Kings                         |
| 1976/77 | Barry Beck                   | New Westminster Bruins                      |
| 1975/76 | Kevin McCarthy               | Winnipeg Clubs                              |
| 1974/75 | Rick Lapointe                | Victoria Cougars                            |
| 1973/74 | Pat Price                    | Saskatoon Blades                            |
| 1972/73 | George Pesut                 | Saskatoon Blades                            |
| 1971/72 | Jim Watson                   | Calgary Centennials                         |
| 1970/71 | Ron Jones                    | Edmonton Oil Kings                          |
| 1969/70 | Jim Hargreaves               | Winnipeg Jets                               |
| 1968/69 | Dale Hoganson                | Estevan Bruins                              |
| 1967/68 | Gerry Hart                   | Flin Flon Bombers                           |
| 1966/67 | Barry Gibbs                  | Estevan Bruins                              |